# 6834 Гюнфелд
6834 Гюнфелд (6834 Hunfeld) — астероїд головного поясу, відкритий 11 травня 1993 року.
Тіссеранів параметр щодо Юпітера — 3,460.